# I diavoli di Loudun (opera)

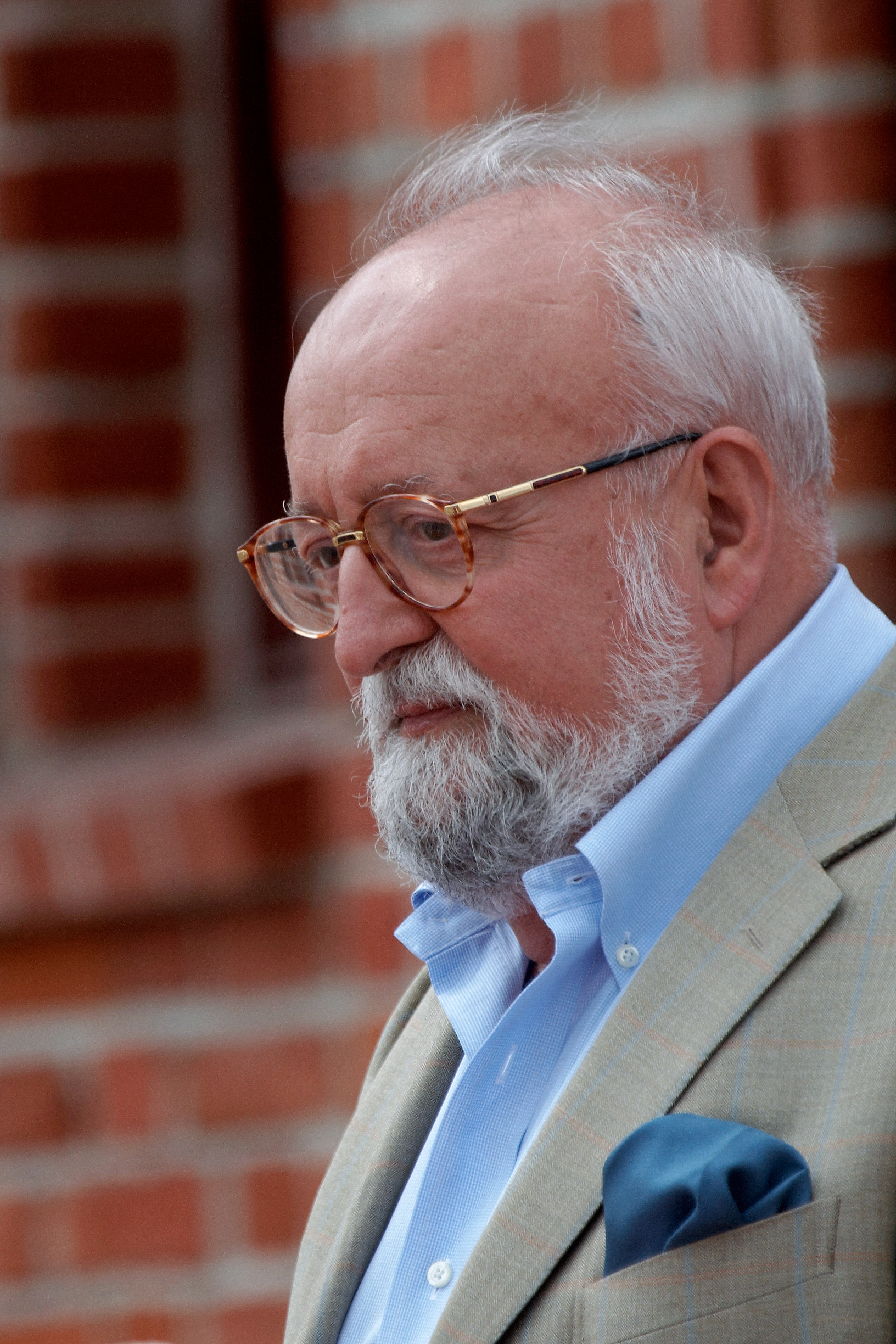
Il compositore nel 2008

I diavoli di Loudun (tedesco: Die Teufel von Loudun) è un'opera in tre atti scritta nel 1968 e nel 1969 dal compositore polacco Krzysztof Penderecki e poi rivista nel 1972 e nel 1975. Il libretto tedesco è stato scritto dal compositore stesso ed è basato sulla drammatizzazione di John Whiting del libro con lo stesso titolo del 1952 di Aldous Huxley.

## Storia
L'opera fu commissionata dall'Opera di Amburgo, che di conseguenza diede la prima assoluta il 20 giugno 1969. Solo 48 ore dopo, l'opera ricevette la sua seconda rappresentazione a Stoccarda, seguita due mesi dopo dal suo debutto americano montato dalla Santa Fe Opera. L'opera è stata rivista nel 1972 su suggerimento del regista teatrale polacco Kazimierz Dejmek. Ciò ha aggiunto due nuove scene, ha escluso una scena dal primo atto dell'opera, ha raggruppato altre scene ed ha modificato la strumentazione del primo atto. Infine, nel 1975, Penderecki aggiunse altre due scene nel secondo atto. Le rappresentazioni de I diavoli di Loudun ora seguono generalmente questa edizione del 1975.
I diavoli di Loudun, la prima e la più apprezzata delle opere di Penderecki, è emblematica dell'interesse del compositore per eventi storici di natura traumatica. Come suggerisce il titolo, l'opera trae la sua trama dal possesso demoniaco di massa del 1632-38 nella città di Loudun, in Francia. Tuttavia, più che una narrazione di questi eventi storici, l'opera sottolinea una dicotomia più generale tra potere centrale e locale, e quindi fornisce un commento politico, denunciando le iniquità commesse dagli stati del totalitarismo della metà del XX secolo. Di conseguenza, la costruzione tematica dell'opera dovrebbe essere considerata come allegorica piuttosto che semplicemente storica.

## Storia delle esecuzioni ed accoglienza
Sulla base delle recensioni elencate in Krzysztof Penderecki: a Bio-Bibliography di Cindy Bylander, l'accoglienza de I diavoli di Loudun fu variabile. L'opera ricevette recensioni contrastanti (per lo più scritte nello stesso periodo ed entro un decennio dal completamento del lavoro) nei paesi europei e negli Stati Uniti. Anche nella città stessa ci sono state reazioni diverse al lavoro.

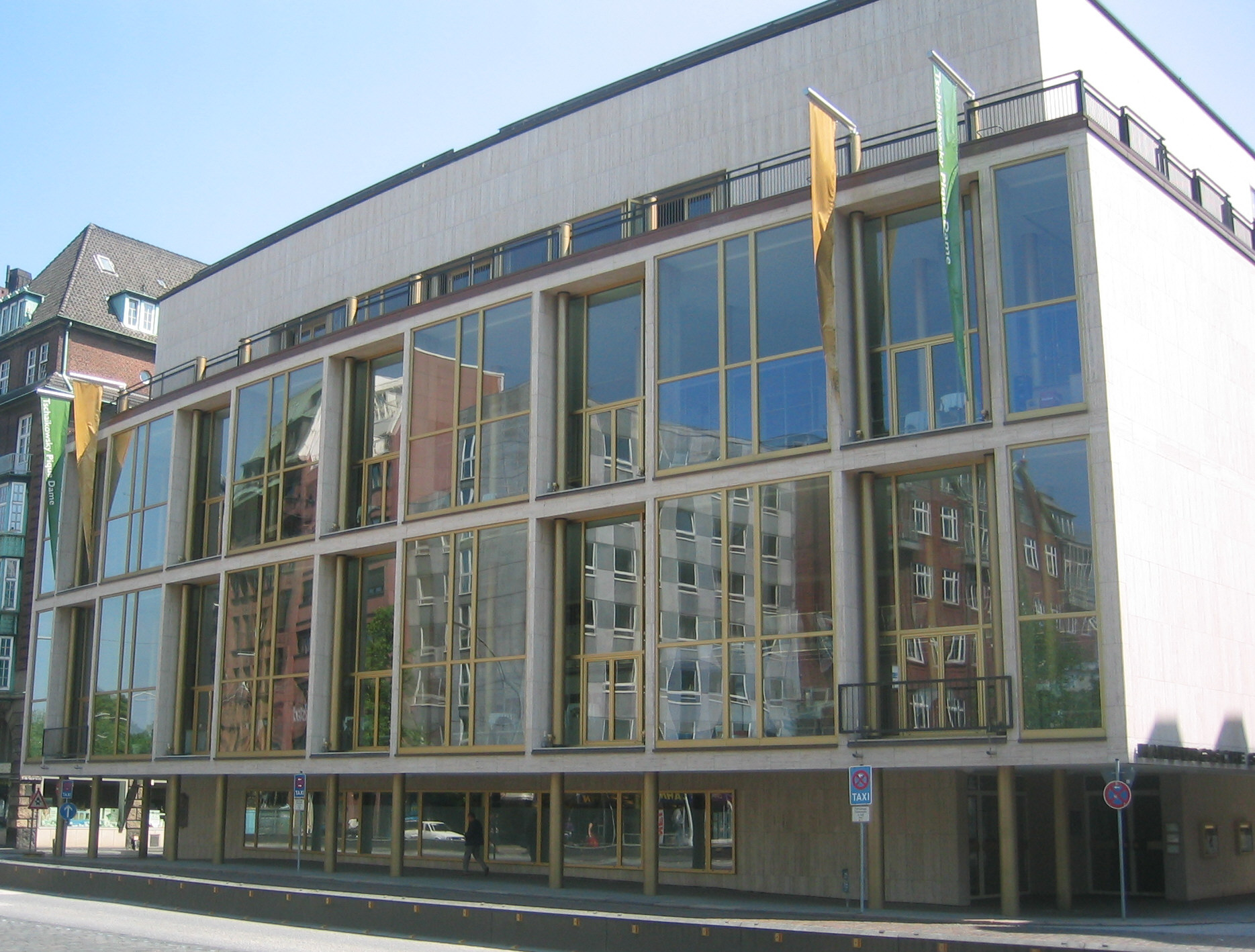
L'Opera di Amburgo, dove I diavoli di Loudun ha avuto la sua anteprima mondiale

La prima mondiale, che fu data all'Opera di Amburgo il 20 giugno 1969, ricevette critiche contrastanti. Tuttavia l'opinione generale tra i critici fu che il lavoro non fu un enorme successo. Un critico, che vide la prima esecuzione mondiale dell'opera ad Amburgo, scrisse che i vari effetti sonori (cioè grida, risate, ruggiti, ecc.), grandi glissandi nell'orchestra, gruppi di toni e altezze alle estremità estreme delle gamme degli strumenti erano stati usati semplicemente per produrre atmosfera invece di creare un effetto drammatico. Dopo aver visto una produzione dell'opera ad Amburgo, un altro critico si è persino chiesto se Penderecki fosse veramente interessato al pezzo. Le recensioni positive della produzione riguardavano principalmente la natura intrigante del libretto.
L'esecuzione successiva, che fu data solo due giorni dopo la prima mondiale ad Amburgo, si tenne a Stoccarda. I critici convennero quasi all'unanimità che la produzione di Stoccarda dell'opera era di gran lunga superiore alla produzione di Amburgo. Il pubblico di Stoccarda fu contento dell'audace messa in scena e pensò che fosse un emozionante brano di musica contemporanea. La produzione di Stoccarda dell'opera, tuttavia, ricevette anche alcune recensioni negative. Un critico, che disse che la presentazione era stata caratterizzata da sensazioni e grandiosità, commentò che la musica era indescrivibilmente noiosa.
Al di fuori di Amburgo e Stoccarda, l'opera ricevette recensioni positive in altre città tedesche come Berlino, Colonia, Monaco e Mönchengladbach. Ad esempio, una versione leggermente rivista de I diavoli di Loudun fu eseguita a Berlino Ovest nel 1970. Un critico, che vide la performance, scrisse che la presentazione era stata "un'esperienza elettrizzante e indimenticabile". Nel 1980, poco più di dieci anni dopo la prima mondiale, I diavoli di Loudun ricevettero critiche generalmente crudeli a Colonia. Un critico ammette che il lavoro era stato eseguito in modo convincente, ma pensava che fosse completamente carente l'originalità compositiva. Un altro critico, dopo aver visto la produzione di Colonia, si chiese persino se l'opera meritasse davvero di rimanere nel repertorio.
In Austria la critica e il pubblico reagirono tiepidamente alla prima dell'opera nel 1971. Alcuni pensavano che la musica fosse noiosa e mancasse in buona misura del sensazionale, da cui dipende il successo dell'opera di Penderecki. La seconda rappresentazione dell'opera a Graz fu accolta da una sala semideserta. Un altro critico di Graz affermò che l'opera trasmette solo la trama e non crea un impatto drammatico fino a quando non diventa musicalmente più interessante nell'atto finale.
In Polonia, paese natale di Penderecki, la prima rappresentazione, che si tenne a Varsavia sei anni dopo la sua prima mondiale nel 1969 e notevolmente meno audace, ricevette critiche generalmente molto negative. Anche il compositore stesso non pensava che il lavoro fosse stato eseguito con successo. Nel maggio 1998, quasi trent'anni dopo la prima mondiale dell'opera, un critico ha commentato che il lavoro ha avuto un successo artistico, ma musicalmente ha avuto meno successo. Lo stesso critico, dopo aver visto una rappresentazione dell'opera a Poznań, ha anche suggerito che l'opera potrebbe anche essere definita "anti-opera".
La prima francese dell'opera nel 1972 fu piuttosto disastrosa; lo spettacolo fu accolto con bucce d'arancia, rape, porri, richiami di gatto e battito di piedi. La produzione dell'opera di Marsiglia, tuttavia, fu elogiata per la scenografia e gli interpreti.
Anche la prima britannica del 1973, data dalla Sadler's Wells Company, non fu un grande successo; i critici britannici per lo più non furono impressionati dalla performance. La messa in scena (di John Dexter) e gli interpreti furono elogiati, ma la musica fu criticata per mancanza di drammaticità e il libretto per la sua incapacità di suscitare pietà nel pubblico. Un critico si è persino domandato crudelmente se la brillante performance della Compagnia valesse lo sforzo, data la scarsa qualità della musica. Tuttavia, un altro critico pensava che il pezzo fosse una forma avvincente di teatro musicale.
I diavoli di Loudun fu rappresentata in altri paesi europei, dove le recensioni furono nuovamente miste. Elogiata la prima italiana data a Trieste nel 1974. A Lisbona lo spettacolo fu accolto con entusiastici applausi nel 1976. Nel 1979 la prima svizzera dell'opera fu data a Ginevra dalla Staatsoper Stuttgart e l'impressione generale della performance fu positiva, anche se un critico affermò che il libretto e la musica non erano riusciti a mantenere l'interesse del pubblico, l'alta qualità della messa in scena e degli artisti rese la presentazione un'esperienza positiva.
La prima americana de I diavoli di Loudun, che fu data dalla Santa Fe Opera nel 1969, ricevette più recensioni negative che positive. Un critico, che ha assistito allo spettacolo, ha elogiato la sua messa in scena ma pensava che la sua musica non fosse in grado di sostenere i problemi o gli eventi che si verificavano sul palco. Un altro critico scrisse che la musica non aveva la capacità di reggere tutto un dramma per un lungo periodo di tempo. Un altro critico pensava addirittura che la musica fosse più appropriata per una colonna sonora che per un'opera. Anche con queste critiche, l'opera ricevuto recensioni migliori negli Stati Uniti che in Europa. Soprattutto la messa in scena negli Stati Uniti elogiò la messa in scena in Europa.
L'opera è stata registrata nel 1971. Anche la registrazione de I diavoli di Loudun ha ricevuto critiche contrastanti. Un critico ha scritto che "la musica è sempre sorprendente, il suo stile eclettico e le sue immagini affascinanti". Tuttavia, c'erano critici che non erano d'accordo dicendo che il pezzo era stato realizzato per un mezzo elettronico piuttosto che per un'orchestra. Anche la musica è stata accusata di essere armonicamente statica e priva di melodie distintive.

## Ruoli
| Ruolo                                                            | Registro vocale        | Cast della prima, 20 giugno 1969 (Direttore: Henryk Czyż) |
| ---------------------------------------------------------------- | ---------------------- | --------------------------------------------------------- |
| Jeanne, la priora del Convento di Sant'Orsola                    | soprano drammatico     | Tatiana Troyanos                                          |
| Claire, Sorella delle orsoline                                   | mezzosoprano           | Cvetka Ahlin                                              |
| Gabrielle, Sorella delle orsoline                                | soprano                | Helga Thieme                                              |
| Louise, Sorella delle orsoline                                   | mezzosoprano           | Ursula Boese                                              |
| Philippe, una ragazza                                            | soprano lirico-leggero | Ingeborg Krüger                                           |
| Ninon, una giovane vedova                                        | contralto              | Elisabeth Steiner                                         |
| Grandier, il vicario della chiesa di San Pietro                  | baritono               | Andrzej Hiolski                                           |
| Padre Barré, il vicario di Chinon                                | basso                  | Bernard Ładysz                                            |
| Barone di Laubardemont, il commissario speciale del re           | tenore                 | Helmuth Melchert                                          |
| Padre Rangier                                                    | basso profondo         | Hans Sotin                                                |
| Padre Mignon, il padre confessore delle Orsoline                 | tenore                 | Horst Wilhelm                                             |
| Adam, un chimico                                                 | tenore                 | Kurt Marschner                                            |
| Mannoury, un chirurgo                                            | baritono               | Heinz Blankenburg                                         |
| Principe Henri de Condé, l'ambasciatore speciale del re          | baritono               | William Workman                                           |
| Padre Ambrose, un vecchio prete                                  | basso                  | Ernst Wiemann                                             |
| Asmodeus                                                         | basso                  | Arnold Van Mill                                           |
| Bontemps, un carceriere                                          | basso-baritono         | Carl Schulz                                               |
| Jean d'Armagnac, il sindaco di Loudun                            | parte parlata          | Joachim Hess                                              |
| Guillaume de Cerisay, giudice della città                        | parte parlata          | Rolf Mamero                                               |
| Impiegato del Conte                                              | parte parlata          | Franz-Rudolf Eckhardt                                     |
| Suore orsoline, carmelitane, persone, bambini, guardie e soldati |                        |                                                           |

## Trama
Atto 1
Suor Jeanne, badessa del convento delle Orsoline a Loudun, sta avendo visioni notturne in cui padre Grandier, il vicario della chiesa di San Pietro, appare con indosso una camicia eretica con una corda al collo mentre è scortato da due guardie. Questa immagine spaventosa del parroco è seguita da un'altra; in questo caso, tuttavia, Grandier riposa tra le braccia di una donna. Queste macabre visioni fecero credere a suor Jeanne, tra le altre monache del convento, di essere stata posseduta dal diavolo, e così alla fine confessò le sue visioni a padre Mignon. Nel frattempo la vita impudica di padre Grandier viene svelata attraverso i suoi rapporti con Ninon (una vedova) e Philippe (una giovane donna). Inoltre Grandier assicura il suo destino fatale opponendosi al decreto di demolizione delle fortificazioni della città promosso dal re e dal potente cardinale Richelieu. L'atto si conclude con l'esorcismo di Suor Jeanne eseguito da Barré, il vicario di Chinon. Barré chiede a Jeanne: come ti chiami? Jeanne, con voce maschile, risponde: Grandier.
Atto 2
L'esorcismo di Jeanne continua. Questa volta, però, Barré è assistito da padre Mignon e padre Rangier; tuttavia, i tentativi di espellere il diavolo non hanno successo. In seguito, Grandier nega di aver mai visto Jeanne e implora Dio di aiutarla. Ma le sue parole si rivelano deboli poiché Jeanne afferma di aver costretto le suore orsoline a praticare la magia nera. La situazione diventa ancora più complicata quando Philippe informa Grandier che lei sta partorendo suo figlio. Nel frattempo, gli esorcismi continuano ora in pubblico nella chiesa di San Pietro, dove Grandier viene arrestato mentre entra.
Atto 3
Grandier è ritenuto responsabile delle possessioni demoniache delle suore orsoline, accusate di cospirazione con il diavolo e accusate di blasfemia e impudicizia. Di conseguenza, è condannato alla pubblica tortura e alla morte sul rogo. La morte di Grandier diventa così una realizzazione delle visioni di Jeanne. Alla fine, Jeanne si rende conto che il suo amore non corrisposto per Grandier era la causa della sua possessione.

## Interpretazione
Andrzej Tuchowski afferma in Krzysztof Penderecki's Music in the Context of the 20th Century Theater che l'aspetto più interessante dell'opera è la sensibilità di Penderecki verso ciò che accade invisibilmente nella mente di quasi tutti i personaggi dell'opera: lo stato psicologico di un ostracismo sociale individuale, quello della società, quello della lotta tra di loro, ecc. Questa stratificazione degli stati psicologici corrisponde alle tendenze generali del teatro musicale del XX secolo, come la valorizzazione dei conflitti che si verificano nel mondo interiore del personaggi. Un'altra tendenza nella musica del periodo, secondo Tuchowski, era un allontanamento dal passato; la musica iniziava a suonare sempre meno familiare alle orecchie del pubblico. Per sostenere l'interesse degli ascoltatori per la nuova musica dal suono straniero, diventò essenziale per i compositori trovare un modo per entrare in contatto con il pubblico.

Per la sua prima opera sperimentale, Penderecki scelse una storia su uno scandalo sensazionale accaduto in Francia molto prima del suo tempo. Sicuramente la storia è stata abbastanza stimolante da attirare l'attenzione del pubblico. Inoltre, ha una connessione più forte con il pubblico sotto la superficie; a un livello più profondo, gli aspetti psicologici della storia fanno allusione a vari eventi storici e tendenze nella società e nella sua gente dell'epoca. Ne I diavoli di Loudun, l'emarginato sociale, Grandier, lotta da solo contro l'intolleranza, il fanatismo e la violenza organizzata della società. Tuchowski mostra vari modi in cui possono essere analizzate le sottigliezze psicologiche delle relazioni tra sistemi di valori (cioè organizzazioni religiose o politiche, ecc.) ed un emarginato, in questo lavoro.

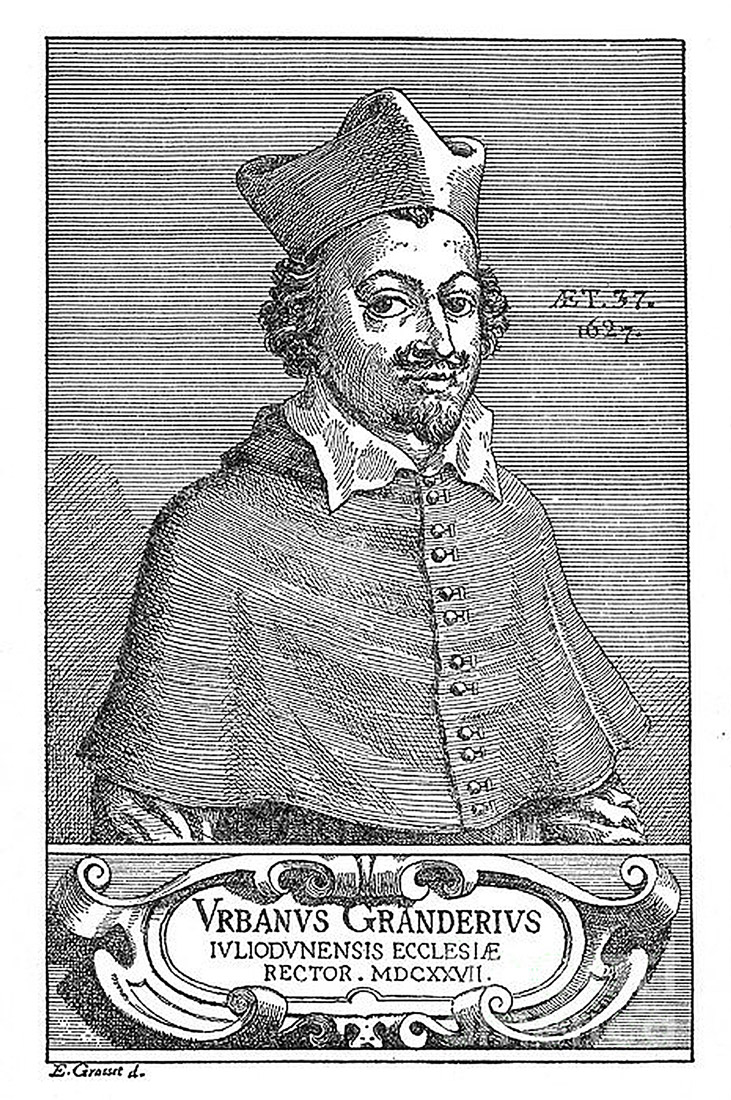
Urbain Grandier, su cui si basa il protagonista de I diavoli di Loudun

Prima di tutto c'è il conflitto tra un emarginato e la società impietosa. L'opera si conclude con la morte di Grandiers, facilitata dall'intolleranza della società per un emarginato. In mezzo alle suore che dichiarano di essere state possedute per giustificare il loro comportamento scorretto, Grandier, che si dichiara innocente, si distingue come un emarginato sociale non conformista. Ha molte qualità che lo distinguono dagli altri: la sua straordinaria intelligenza e il bell'aspetto che incorrono nell'odio e nella gelosia di alcuni notabili locali; la sua attrattiva sessuale che sfocia nelle ossessioni e nelle accuse di Jeanne; la sua disobbedienza ai poteri politici che si rivela fatale nel processo della sua distruzione. Il più delle volte, un emarginato sociale non conformista deve affrontare un'atmosfera di intolleranza, fanatismo o almeno indifferenza nella società. Questo fenomeno comune di ostracizzare il membro non conformista della società funziona in modo simile ne I diavoli di Loudun; nel finale le virtù e le debolezze di Grandier, che lo rendono unico, si rivoltano infine contro di lui e lo portano alla morte.
La morte di Grandier, tuttavia, non era un risultato facilmente scontato. Nei sistemi di valori, qualsiasi cosa ingiustificabile o non ufficiale è generalmente considerata nulla. Come accennato in precedenza, l'atmosfera di intolleranza fornisce le condizioni adatte per eliminare un individuo non gradito. Questa atmosfera da sola, tuttavia, non è sufficiente a dare il permesso di eliminare l'individuo; l'ingrediente più importante necessario per la rimozione degli indesiderati è l'accusa ufficiale. Nel processo di far emergere questa persecuzione ufficiale, vengono alla luce le molte azioni impure da parte delle autorità come l'usurpazione e la manipolazione del potere. Ad esempio, il martirio e la morte di Grandier rivelano la debolezza etica di ogni potere totalitario o assoluto.
Agli occhi delle autorità politiche dell'opera, Grandier, attraente e politicamente oppositore, potrebbe essere visto come una minaccia al loro potere. Il fatto che Grandier fosse un emarginato era una ragione perfetta per le autorità per eliminarlo dalla società. La società, tuttavia, non avrebbe potuto uccidere questa figura sgradita semplicemente per odio, perché ciò sarebbe stato illegale e non avrebbe avuto alcuna giustificazione adeguata. Per perseguitare ufficialmente Grandier, la società come collettività lo condannò come "il male", di cui bisogna liberarsi. Questa forma di ingiustizia si è verificata frequentemente nel XX secolo. Forse l'esempio più notevole tra molti altri è l'omicidio di massa degli ebrei da parte della Germania nazista. Penderecki sta dicendo al suo pubblico che la persecuzione ufficiale di Grandier nell'opera è la stessa ingiustizia portata dagli stati totalitari nel XX secolo, solo su scala molto più piccola.
Il compositore cerca quindi di spiegare la fonte di questa ingiustizia nell'opera dimostrando che l'incompatibilità tra etica cristiana e violenza cattolica potrebbe diventare una base del potere. Sulla base del suo tradimento della fede tra gli altri misfatti, è difficile etichettare Grandier come un vero cristiano. Inoltre, le autorità ecclesiastiche hanno svolto il ruolo più importante nel condurre Grandier alla sua morte. Grandier, tuttavia, è la persona più morale che merita di essere chiamata cristiana nel mondo che l'opera presenta: un mondo schifosamente corrotto e grottesco. Tuchowski afferma che la vittoria morale di Grandier è enfatizzata da chiari riferimenti al martirio di Gesù Cristo.
Le scene finali dell'opera sono ovviamente un riferimento alla Via Crucis di Cristo. A rendere ancora più forte questo riferimento è l'ultima scena dell'esecuzione, con il bacio di tradimento alla Giuda di padre Barre e le ultime parole di Grandier: Perdona loro, perdona i miei nemici. Durante gli avvenimenti di false accuse, Grandier non combatte contro i suoi nemici, che credono che la violenza commessa in nome della Cristianità sia giustificabile. Inoltre, Grandier non odia i suoi persecutori; li perdona e accetta di avvicinarsi alla morte con dignità. Grandier e il martirio e la morte mostrano che nel mondo imperfetto come il nostro, dove la violenza esiste in abbondanza, l'inevitabile conflitto tra la teologia morale (non violenza e sacrificio di Grandier, ecc.) e la violenza organizzata (esecuzione di innocenti, ecc.) delle autorità politiche potrebbe essere utilizzato per far emergere i risultati dell'ingiustizia; nel caso di Grandier, una morte immeritata.
Nel mezzo di tutti gli eventi sono presentati i vari stati della psiche umana in diversi contesti sociali. Grandier rappresenta un individuo psicologicamente complicato, pieno di contraddizioni interne. È in grado di esprimere giudizi (anche se non sempre giusti) e di difendere se stesso. La psiche umana in un contesto di gruppo più ampio, tuttavia, è dissimile dalla sua condizione in stato individualistico e funziona in modo diverso. Ad esempio, i cittadini di Loudun, che presumibilmente sono tutti di buon cuore come individui, vedono la distruzione di Grandier come un bello spettacolo; e le suore si sottopongono a isteria di massa quando iniziano a credere alle proprie storie inventate. Al fine di rappresentare musicalmente la variabile psiche umana, Penderecki ha fatto cantare le parti vocali in stili diversi in diversi contesti sociali; ad esempio, suor Jeanne canta in modo diverso quando canta a se stessa rispetto a quando canta ad altre persone. Penderecki ritrae questi vari modi in cui la psiche umana lavora con l'intenzione di alludere alla manipolazione della mente umana da parte dei sistemi totalitari del XX secolo. Poiché la manipolazione è ciò che hanno vissuto, il pubblico di Penderecki dell'epoca deve essersi trovato coinvolto e connesso all'opera scritta in un nuovo linguaggio sonoro.

## Libretto

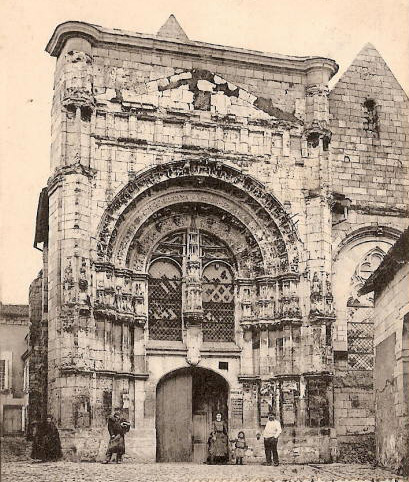
Chiesa di San Pietro a Loudun

Il libretto, scritto dal compositore, si basa sulla traduzione tedesca di Erich Fried della drammatizzazione di John Whiting del saggio I diavoli di Loudun di Aldous Huxley. L'impiego della letteratura esistente come base per i libretti non era esclusivo de I diavoli di Loudun; invece divenne invariante tra le quattro opere di Penderecki; vale a dire Paradise Lost, Ubu Rex e Die schwarze Maske. Il libretto è scritto in tedesco (sebbene esistano adattamenti sia in polacco che in inglese) ed è modellato in una serie di trentadue scene, che procedono l'una all'altra in modo quasi cinematografico.
Il libretto de I diavoli di Loudun si riferisce agli eventi della metà del XVII secolo a Loudun, in Francia, riguardanti il possesso demoniaco delle suore Orsoline e della loro badessa, Madre Jeanne. Un parroco, Padre Grandier, fu accusato della presunta possessione demoniaca e incriminato per cospirazione con Satana.(p.71) Di conseguenza, nell'agosto 1634, padre Grandier fu condannato a bruciare sul rogo. Tuttavia, si sostiene che la causa alla base della caduta di Grandier fosse di natura politica, poiché il sacerdote aveva alleanze segrete contro il potente Cardinale Richelieu, che progettava di privare Loudun dell'indipendenza. Gli episodi di possesso demoniaco continuarono per un certo numero di anni, ma il libretto di Penderecki giunge al termine con la morte di Grandier per un'ovvia ragione: Grandier è il personaggio principale dell'opera, quindi con la sua morte l'opera finisce.
L'episodio di Loudun ha attirato l'attenzione di compositori, scrittori, storici, psicologi e simili. La capacità degli eventi di generare una molteplicità di interpretazioni e di intrecciare elementi religiosi con quelli politici garantiva la possibilità di nuove trame, nuove composizioni e nuove soluzioni. (p.72) Oltre a Penderecki il tema di Loudun attirò altri artisti polacchi, tra cui Jarosław Iwaszkiewicz, Jerzy Kawalerowicz e Romuald Twardowski.
Anche se il libretto de I diavoli di Loudun è basato sull'opera di Whiting Demons, le due storie sono fondamentalmente diverse. Il libretto accorcia, omette e riordina alcune scene dell'opera di Whiting. La più significativa è la dissomiglianza emotiva e ideologica del protagonista Grandier di Penderecki e di Whiting. (p.75) In effetti il Grandier di Whiting ed il Grandier di Penderecki sono due personaggi diversi.
Whiting ritrae Grandier come un esistenzialista, in lotta per l'autodistruzione. I suoi nemici e le circostanze politiche che lo circondano sono solo strumenti che lo aiutano a raggiungere il suo obiettivo. Pertanto il tragico destino di Grandier di Whiting non è l'azione della società, ma il risultato delle sue stesse azioni. (p.73) Inoltre Edward Boniecki osserva che "il protagonista di Whiting è un morto vivente". (p.74)
Il libretto di Penderecki trasforma l'esistenzialista Grandier di Whiting in un eroe e simbolo di lotta contro l'oscurantismo.(p.73) Lo fa collocando le azioni del sacerdote in un contesto diverso, consentendo una diversa interpretazione degli eventi. Da questa prospettiva, l'ossessione di Grandier per l'autodistruzione viene reinterpretata come desiderio di una morte da martire. Infatti si sostiene che Grandier rappresenta una figura simile a quella di Cristo, poiché entrambi furono ingiustamente accusati, accettarono la loro morte e perdonarono i loro torturatori. Allo stesso modo, il destino del Grandier di Penderecki è visto come dominato dal contesto piuttosto che dall'individuo. (p.77) Il Grandier di Penderecki è, in questo senso, vittima della cospirazione politica e dei fanatici politico-religiosi.

## Stile della composizione
I diavoli di Loudun è una Grand Opéra atonale scritta in stile espressionista, che trasmette sentimenti di follia e ritrae i personaggi in stati psicotici. In effetti, I diavoli di Loudun può essere paragonata alla monumentale opera espressionista di Berg, Wozzeck. "Lo stile flessibile di Penderecki, come quello di Berg, è ideale per catturare l'essenza degli stati emotivi" e quindi sviluppare diversi piani di caratterizzazione espressiva.
I diavoli di Loudun è scritto nel tipico stile strutturale di Penderecki, che utilizza una serie di tecniche materiche e sonore, tra cui zeppe e glissando di gruppo, cluster microtonali, una gamma di vibrati, tecniche strumentali estese e una serie di effetti percussivi. Tuttavia ne I diavoli di Loudun, il sonorismo di Penderecki è portato a nuovi livelli, servendo ora uno scopo drammatico cruciale. In effetti, è possibile concepire il dramma dell'opera come l'unica contrapposizione tra la massa sonora di Penderecki e stili puntinistici.
Anche se ha la qualifica di un'opera, lo stile drammatico de I diavoli di Loudun è influenzato da altri generi. Mentre l'uso di coro, solista e frammenti orchestrali aderiscono tutti alla tradizione operistica, l'influenza dei generi teatrali è evidente nell'ampio uso del linguaggio delle opere. A tal fine il libretto, suddiviso in 32 scene, può anche essere considerato come un sottoprodotto di un'influenza teatrale. Inoltre è possibile percepire alcuni elementi dell'opera comica nel quartetto di voci maschili alla fine del secondo atto; mentre il riferimento al dramma della Passione è evidente nella figura del martirio di Grandier.

## Strumentazione e orchestrazione
I diavoli di Loudun è composto da enormi forze musicali, tra cui diciannove solisti, cinque cori (suore, soldati, guardie, bambini e monaci), orchestra e nastro. Anche l'orchestra stessa è di grandi dimensioni, avvalendosi di una miscela di strumenti molto particolare. L'orchestra è composta da quattro flauti (alternando due ottavini ed un contralto), due corni inglesi, un clarinetto in mi ♭, un clarinetto contrabbasso, due sassofoni contralto, due sassofoni baritono, tre fagotti, un controfagotto, sei corni, quattro trombe in si ♭ (alternando una tromba in re), quattro tromboni, due tube, percussioni (4 orchestrali), venti violini, otto viole, otto violoncelli, sei contrabbassi, arpa, pianoforte, harmonium, organo e basso elettrico. I percussionisti suonano timpani, tamburo militare, tamburo a frizione, grancassa, bacchette slapstick, cinque blocchi di legno, cricchetto, guiro, guiro di bambù, piatti, sei piatti sospesi, 2 tam-tam, 2 gong, gong giavanese, triangolo, campane tubolari, campane da chiesa, campane sacrali, sega musicale, flexatone e sirena (non menzionata nell'elenco degli strumenti all'inizio della partitura).
Tuttavia questo ensemble straordinariamente ampio è usato con grande moderazione dal compositore. In particolare, Penderecki sfrutta l'utilizzo di formazioni cameristiche accoppiate alla loro corrispondenza tra qualità timbrica e specifico effetto coloristico. Con la risultante tavolozza di colori orchestrali al suo comando, Penderecki è in grado di fornire un commento musicale e quindi determinare la qualità espressiva di una data scena. Mentre gli ensemble più piccoli predominano attraverso il lavoro, Penderecki sfrutta la piena risonanza dell'ensemble per un effetto drammatico, enfatizzando in questo modo le scene più cariche di emotività, come gli esorcismi delle suore orsoline e la morte di Grandier.
L'orchestrazione è scritta nel formato di una partitura senza pause, cioè con pochissime linee guida metriche, pochissime pause, e include alcuni effetti aleatori di note e nuvole di tono in altezze approssimative. Il metodo di lavoro di Penderecki all'epoca era quello di sviluppare le sue idee musicali con varie matite colorate e inchiostri, sebbene la partitura finale non utilizzi il codice colore.
I diavoli di Loudun richiede l'uso di una serie di tecniche estese sulla sua scrittura strumentale. L'uso di tali tecniche è anche per scopi coloristici. Queste tecniche estese sono evidentemente associate a simboli notazionali specifici. Alcune di queste tecniche sono: archeggiare tra il ponte e la cordiera, archeggiare il lato destro del ponte e archeggiare il portacorde.

## Relazioni musica-azione
I diavoli di Loudun fa uso di un insieme di relazioni musica-azione che aiutano a rafforzare e sospingere il dramma. Tuttavia, non tutte queste associazioni musica-azione sono della stessa natura, alcune hanno uno scopo più illustrativo, mentre altre forniscono una caratterizzazione musicale di situazioni e azioni specifiche.
Le relazioni illustrative musica-azione sono più evidenti nell'uso che Penderecki fa delle forze dello spettacolo. Le scene comiche e grottesche sono solitamente ambientate nella musica da camera, caratterizzate da trame puntinistiche e motivi discontinui. Inoltre, gli ensemble da camera ritratti in queste scene comiche spesso presentano combinazioni di legni piuttosto disgiunte, risultando così in un effetto comico generale. Al contrario la musica che raffigura le scene drammatiche è scritta per forze maggiori, con trame più spesse e colori dai toni più scuri. Per ottenere queste strutture massicce e drammatiche, Penderecki si affida all'uso di toni statici, glissando e vari gruppi di suoni. Le sonorità caotiche, risultanti dalle tecniche di masse sonore di Penderecki, sono utilizzate in particolare per trasmettere il possesso demoniaco di suor Jeanne.(p.20)
Mentre il compositore dipende dalla sua scrittura strumentale per fornire un contesto espressivo alle azioni, è il suo uso di molti stili vocali diversi che consente una caratterizzazione musicale di padre Grandier e suor Jeanne. È quindi attraverso queste linee vocali che vengono giudicati gli stati morali, mentali ed emotivi dei personaggi. Il corretto stile letterario di Grandier è enfatizzato nell'opera dalla fluidità del recitativo, dalla sua coerenza con le intonazioni del discorso e l'espressione sommessa. Inoltre, l'uso della parola di Grandier nel secondo atto può essere interpretato come rappresentativo della sobrietà del protagonista. Al contrario, lo stile vocale di Jeanne è molto puntinista. I frequenti salti, i cambi di carattere, i drastici cambiamenti dinamici e il glissando, caratteristici della parte vocale di Jeanne, sono emblematici della sua isteria e falsità. Inoltre, la possessione demoniaca di Jeanne è sottolineata dall'uso di risate, gemiti e distorsioni elettroniche della sua voce.